# 郝敬堂
郝敬堂（1952年4月2日—2020年8月25日），男，笔名东方剑，江苏沛县人，中国军旅作家。中国作家协会会员、中国报告文学学会理事、中国电影文学学会会员。

## 生平
1970年入伍，历任文工团员、秘书、干事等职。1981年毕业于解放军政治学院。1983年调入《人民武警》报社，任记者、编辑、主任编辑。1999年调《中国武警》杂志，历任总编辑，副编审、编审。1998年加入中国作家协会。2000年后开始从事报告文学创作。他的作品善于截取人间温暖与爱的片段，专注生命的不同形式、不同阶段，揭示人性的光辉。
2000年，《海南剿匪大捷》获“大鹏杯”报告文学奖。2011年，《好大一个家》获“瑞安华富杯”全国短篇报告文学奖二等奖。
2020年8月25日在北京逝世。

## 主要作品
- 郝敬堂. . 北京: 电子工业出版社. 2017. ISBN 978-7-121-32176-4.
- 郝敬堂. . 北京: 人民武警出版社. 2014. ISBN 978-7-80176-982-4.
- 郝敬堂. . 北京: 中国人口出版社. 2009. ISBN 978-7-5101-0007-9.
- 郝敬堂. . 成都: 四川文艺出版社. 2009. ISBN 978-7-5411-2845-5.
- 郝敬堂; 张国领. . 中国武警特别行动系列丛书. 北京: 人民武警出版社. 2008. ISBN 978-7-80176-296-2.
- 郝敬堂. . 中国武警特别行动系列丛书. 北京: 人民武警出版社. 2007. ISBN 978-7-80176-223-8.
- 郝敬堂. . 中国武警特别行动系列丛书. 北京: 人民武警出版社. 2007. ISBN 978-7-80176-254-2.
- 郝敬堂. . 中国武警特别行动系列丛书. 北京: 人民武警出版社. 2007. ISBN 978-7-80176-224-5.
- 郝敬堂. . 北京: 人民武警出版社. 2007. ISBN 978-7-80176-256-6.
- 郝敬堂; 文炜; 舒畅. . 北京: 人民出版社. 2006. ISBN 7-01-005553-X.
- 郝敬堂; 舒畅. . 北京: 北京十月文艺出版社. 2005. ISBN 7-5302-0826-8.
- 郝敬堂. . 北京: 人民武警出版社. 2003. ISBN 7-80176-084-0.
- 郝敬堂. . 北京: 人民武警出版社. 2003. ISBN 7-80176-083-2.
- 郝敬堂. . 郑州: 河南文艺出版社. 2001. ISBN 7-80623-257-5.
- 郝敬堂. . 西部军旅风情纪实文丛. 北京: 解放军出版社. 2001. ISBN 7-5065-4147-5.
- 郝敬堂. . 北京: 中国三峡出版社. 1998. ISBN 7-80099-308-6.
- 郝敬堂. . 济南: 黄河出版社. 1998. ISBN 7-80558-550-4.
- 郝敬堂. . 北京: 中央民族大学出版社. 1997. ISBN 7-81056-094-8.
- 黄基荣; 郝敬堂. . 北京: 中国三峡出版社. 1997. ISBN 7-80099-182-2.
- 郝敬堂; 赵剑平 (编). . 北京: 军事科学出版社. 1993. ISBN 7-80021-564-4.